# Signe Kivi
Signe Kivi (ur. 24 lutego 1957 w Tallinie) – estońska projektantka i polityk. Wybrana do Riigikogu IX, X i XIV kadencji. W latach 1999–2002 pełniła funkcję ministra kultury.

## Życiorys
Signe Buschmann ukończyła w 1975 roku gimnazjum Pelgulinna w Tallinie i rozpoczęła studia na wydziale wzornictwa w Estońskiej Akademii Sztuki.
W latach 1985–1991 pracowała w ARS (Eesti NSV Kunstifondi Tallinna Kombinaat ARS). Od 1988 roku była pracownikiem naukowym na wydziale wzornictwa w Estońskiej Akademii Sztuki. W latach 1999–2002 pełniła funkcję Ministra Kultury w rządzie Marta Laara W latach 2005–2015 była rektorem Estońskiej Akademii Sztuki, a w latach 2017–2019 dyrektorką Muzeum Sztuki w Tartu (Tartu Kunstimuuseum).
W latach 1998–2006 i ponownie od 2014 r. jest członkiem Estońskiej Partii Reform. Wybrana do Zgromadzenia Państwowego IX, X i XIV kadencji.
Należy do Eesti Kunstnike Liit (Estońskiego Stowarzyszenia Artystów). W 1998 roku została wybrana prezesem, jednak przestała pełnić ta funkcję w 1999 roku, gdy została członkiem rządu.

## Odznaczenia
- Krzyż Komandroski Orderu Infanta Henryka (Portugalia, 2006)[12]